# Alex Hirsch
Alexander Robert "Alex" Hirsch (Piedmont, 18 de junho de 1985) é um animador, artista de storyboard, ator de voz original e produtor de televisão americano. Ele é mais conhecido como o criador da série animada do Disney XD, Gravity Falls, onde ele forneceu a voz de alguns personagens. Em seu currículo estão também as aclamadas The Marvelous Misadventures of Flapjack e Fish Hooks.

## Biografia
Hirsch nasceu em Piedmont, Califórnia, e se formou na California Institute of the Arts.

## Carreira
Hirsch é mais conhecido por criar a série Gravity Falls para o Disney Channel. Ele dá voz a Tivô Stan, Soos, Velho McGucket e Bill Cipher, assim como muitos outros personagens de menos importância que aparecem ao decorrer do programa.
Hirsch começou como um roteirista e artista de storyboard para The Marvelous Adventures of Flapjack, onde ele trabalhou junto a J. G. Quintel (que futuramente criaria Regular Show) e Pendleton Ward (que futuramente criaria Adventure Time).
Hirsch então se tornou o roteirista, artista de storyboard e consultor criativo para Fish Hooks, que ele também desenvolveu para a televisão junto a Maxwell Atoms, onde ele interpreta Clamantha, seu pai, Fumble, um dos policiais peixe e um Furão.
Em 6 de janeiro de 2016, a revista Variety revelou que Hirsch assinou um contrato com a Fox Broadcasting Company para criar uma nova série animada.

## Filmografia

### Cinema
| Ano  | Título       | Diretor | Produtor | Roteirista | Ator | Papel         | Notas          |
| ---- | ------------ | ------- | -------- | ---------- | ---- | ------------- | -------------- |
| 2006 | Off The Wall | Sim     | Sim      | Sim        | Sim  | Voz adicional | Curta-metragem |

### Televisão
| Ano       | Título                                  | Produtor | Roteirista | Artista de storyboard | Ator | Papel                                                              | Notas                                              |
| --------- | --------------------------------------- | -------- | ---------- | --------------------- | ---- | ------------------------------------------------------------------ | -------------------------------------------------- |
| 2008–2009 | The Marvelous Misadventures of Flapjack | Não      | Sim        | Sim                   | Não  |                                                                    |                                                    |
| 2010–2014 | Fish Hooks                              | Não      | Sim        | Sim                   | Sim  | Clamantha Fumble Vozes adicionais                                  | Também consultor criativo                          |
| 2012–2016 | Gravity Falls                           | Sim      | Sim        | Sim                   | Sim  | Tivô Stan Soos Ramirez Velho McGucket Bill Cipher Vozes adicionais | Criador, roteirista e produtor executivo           |
| 2013      | Phineas e Ferb                          | Não      | Não        | Não                   | Sim  | Policial Concord                                                   | Episódio: "Terrifying Tri-State Trilogy of Terror" |
| 2015      | Rick and Morty                          | Não      | Não        | Não                   | Sim  | Toby Matthews                                                      | Episódio: "Big Trouble in Little Sanchez"          |
| 2016      | Gravity Falls: Entre os Personagens     | Sim      | Sim        | Sim                   | Sim  | Apresentador                                                       | Especial de meia-hora                              |
| 2016      | Galáxia Wander                          | Não      | Não        | Não                   | Sim  | Velho Soosy Du Vozes adicionais                                    | Episódio: "The Cartoon"                            |
| 2020–2023 | The Owl House                           | Não      | Não        | Não                   | Sim  | King, Hooty, vozes adicionais                                      | Consultor Criativo                                 |